# Pop Airplay
La Pop Airplay (precedentemente Mainstream Top 40 Airplay e in seguito Pop Songs) è una classifica musicale statunitense curata e pubblicata dal settimanale Billboard. La classifica consiste in 40 posizioni ottenute grazie al calcolo della trasmissione delle canzoni sulle 130 radio mainstream dislocate in tutti gli Stati Uniti. È la maggiore componente della classifica Radio Songs, che insieme alla Digital Songs e alla Streaming Songs (e, in passato, anche alla Hot Singles Sales), determina l'andamento della classifica principale stilata dalla rivista, la Billboard Hot 100.